# Artemare
Artemare est une commune française située dans le département de l'Ain en région Auvergne-Rhône-Alpes.

## Géographie

### Localisation
Artemare est un village de l'Ain situé à 16 km de Belley et 8 km de Culoz et du Rhône. Artemare est exposée au sud entre deux chaînons du Massif du Jura : le Mont Planachat à l'ouest et le Colombier qui culmine au Grand-Colombier (1 538 m d'altitude) à l'est.
Ce village est dans le Valromey, entre Bas-Bugey et Haut-Bugey, non loin de la Savoie et de l'Isère.

### Hydrographie
Artemare est arrosée par un réseau de quatre rivières : 
- la rivière d'Yon, canalisée pour traverser le village et qui actionnait jadis des scieries et alimente toujours des viviers à truites ; elle se jette dans le Séran, lui-même affluent du Rhône qu'il rejoint près de Culoz ;
- le Séran traverse le hameau de Cerveyrieu qui a donné son nom à une belle cascade d'une soixantaine de mètres ;
- le Groin qui reçoit l'Arvière un peu plus haut et forme un confluent avec le Séran ;
- le ruisseau de l’Eau Morte.

Groin et Séran ont profondément entaillé le relief calcaire ; le premier sort de terre sur la commune de Vieu, dans une spectaculaire source intermittente, avant de former un profond canyon bien visible au Pont du Diable sur la commune de Vieu, le second a creusé en amont de la cascade de Cerveyrieu de belles marmites de géant où l'eau tourbillonne quand le Séran n'est pas à sec.

### Climat
Pour des articles plus généraux, voir Climat d'Auvergne-Rhône-Alpes et Climat de l'Ain.
En 2010, le climat de la commune est de type climat océanique altéré, selon une étude du CNRS s'appuyant sur une série de données couvrant la période 1971-2000. En 2020, Météo-France publie une typologie des climats de la France métropolitaine dans laquelle la commune est exposée à un climat de montagne ou de marges de montagne et est dans la région climatique Alpes du nord, caractérisée par une pluviométrie annuelle de 1 200 à 1 500 mm, irrégulièrement répartie en été.
Pour la période 1971-2000, la température annuelle moyenne est de 11,2 °C, avec une amplitude thermique annuelle de 18,4 °C. Le cumul annuel moyen de précipitations est de 1 117 mm, avec 10,9 jours de précipitations en janvier et 7,5 jours en juillet. Pour la période 1991-2020, la température moyenne annuelle observée sur la station météorologique de Météo-France la plus proche, « Sutrieu », sur la commune de Valromey-sur-Séran à 3 km à vol d'oiseau, est de 9,3 °C et le cumul annuel moyen de précipitations est de 1 413,2 mm,. Pour l'avenir, les paramètres climatiques de la commune estimés pour 2050 selon différents scénarios d'émission de gaz à effet de serre sont consultables sur un site dédié publié par Météo-France en novembre 2022.

## Urbanisme

### Typologie
Au 1er janvier 2024, Artemare est catégorisée bourg rural, selon la nouvelle grille communale de densité à 7 niveaux définie par l'Insee en 2022.
Elle est située hors unité urbaine. Par ailleurs la commune fait partie de l'aire d'attraction de Belley, dont elle est une commune de la couronne,. Cette aire, qui regroupe 31 communes, est catégorisée dans les aires de moins de 50 000 habitants,.

### Occupation des sols
L'occupation des sols de la commune, telle qu'elle ressort de la base de données européenne d’occupation biophysique des sols Corine Land Cover (CLC), est marquée par l'importance des forêts et milieux semi-naturels (38,6 % en 2018), une proportion sensiblement équivalente à celle de 1990 (39 %). La répartition détaillée en 2018 est la suivante : 
zones urbanisées (28,1 %), zones agricoles hétérogènes (26,7 %), milieux à végétation arbustive et/ou herbacée (22,5 %), forêts (16,2 %), terres arables (6,5 %).
L'évolution de l’occupation des sols de la commune et de ses infrastructures peut être observée sur les différentes représentations cartographiques du territoire : la carte de Cassini (XVIIIe siècle), la carte d'état-major (1820-1866) et les cartes ou photos aériennes de l'IGN pour la période actuelle (1950 à aujourd'hui).

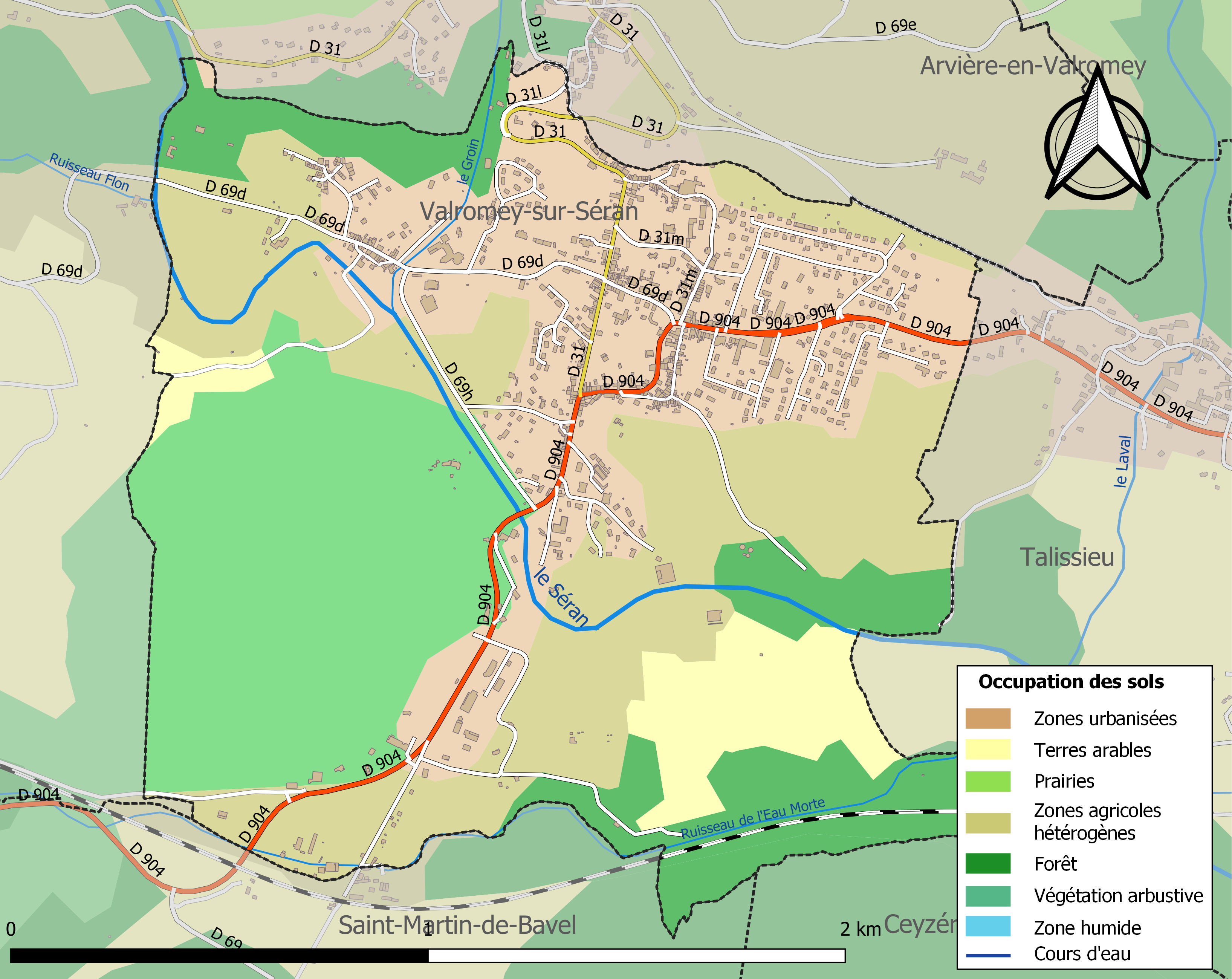
Carte des infrastructures et de l'occupation des sols de la commune en 2018 (CLC).

## Toponymie
Le nom de la localité est attesté sous les formes  Artamar dès 1312 et Arthamaraz au XIVe siècle.
Ce serait son « admirable situation dominant les vastes marais s'étendant du Bourget à Cerveyrieu qui lui valut son nom d'Altemare, ou Haute-Mer », devenu plus tard Artemare.
Cependant, cette explication toponymique est peu assurée, car la localité est attestée sous les formes Artamara en 1312 dans les cartulaires de Saint Sulpice, et Arthamaraz au XIVe siècle, formes anciennes qui n'ont guère de ressemblance avec *Altemare dont le premier élément serait alt(us) > haut. Le second élément -mar représente peut-être effectivement le gaulois mori ayant le sens premier de « mer » mais utilisé dans un sens particulier. Il aurait ensuite subi une influence du latin mare « mer » ou du germanique *mari « mer, lac » sans certitude cependant.
Le toponyme Artemare a été rapproché des types Artagnan, Artenay, Arthemonay, dont le radical est le gaulois artos « ours », qu'on trouve par exemple dans des noms de personne Artinius et Artamo- (cf. Artoiamos, Recueil des inscriptions gauloises 4, no 48 - 49). Dans Artemare, c'est d'une racine Artam- qu'il s'agirait plutôt, suivie d'une désinence ou d'un suffixe mal identifié *-ara. Il semble que le mot gaulois artos « ours » ait eu un homonyme signifiant « pierre ». Homographie fortuite avec le nom d'une mare, Artemare (Helletemara en 1208 ; Halletemara en 1420), à Saint-Vaast-Dieppedalle (Normandie).

## Histoire
Selon Louis Berthelon, Artemare n'était d'abord qu'« un petit groupe d'habitations situées au-dessus de la colline appelée Molard ».
La tradition veut que saint Martin ait évangélisé la région qui s'adonnait jusque-là à des cultes païens. L'église d'Artemare lui est vouée et il a donné son nom  à une localité voisine, Saint-Martin-de-Bavel.
La période gauloise et romaine est à l'origine de nombreux noms de lieux actuels, notamment ceux en -ieu, issu du suffixe -acum d'origine gauloise, par exemple, on reconnaît dans Talissieu, l'anthroponyme Talussus, le nom de son fils Donnus a donné Don, etc. Les invasions, en particulier celle des énigmatiques « Sarrasins » occupant le plateau de Fierloz sont non seulement à l'origine  du nom du lieudit "sous les Carraz", mais aussi selon Louis Berthelon, d'une partie de la population. Frappé par les fléaux du Moyen Âge et après avoir été un domaine direct des comtes puis des ducs de Savoie, le Valromey est occupé de 1536 à 1559 par François Ier et Henri II, et de 1595 à 1601 par Henri IV, il devient définitivement français par le traité de Lyon du 17 janvier 1601 en même temps que la Bresse, le Bugey et le Pays de Gex et bien avant la Savoie voisine qui ne sera rattachée à la France par Napoléon III qu'en 1860.
Au XVe siècle, ce n’était qu’un petit fief avec maison forte possession de la famille Prost et qui dans la suite passa successivement aux familles de Vergier, de Seyssel, Gonod de la Tour.
En 1612, l'écrivain Honoré d'Urfé devient, en héritant de sa mère née Renée de Savoie, le premier marquis du Valromey (Verromey, en patois local). Ce nom apparaît dans les textes sous les formes Verrumensi en 1110, Veromensi en 1142, Verrometum en 1169, et dérive sans doute de Venetonimagus ou plus anciennement de Vernemetonimagos (Marché du Grand Sanctuaire ?) en gaulois. L'étymologie Vallis Romana « val romain » est une invention d'érudits latinistes sans rapport avec les formes anciennes, ni les formes actuelles.
Cerveyrieu, Yon, Artemare et Ameyzieu, paroisse qui incluait Artemare jusqu'à la Révolution française, étaient encore de petits villages jusqu'à la dissolution de la commune d'Ameyzieu le 25 mars 1863. Cette dernière fut séparée entre la commune de Yon et Talissieu qui récupérèrent respectivement le hameau d'Artemare et le bourg du village. Par la même occasion, Yon est renommée Yon-Artemare mais au 1er janvier 1886 la commune garde le seul nom d'Artemare.
La commune, ou plus exactement à l'époque les paroisses d'Yon et Cerveyrieu, était connue pour sa fabrication de barques à fond plat permettant de rejoindre par le Séran le port de Culoz sur le Rhône, notamment pour le commerce du bois.
Un « tramway du Bugey » (petit train à vapeur) fonctionna entre Virieu-le-Grand et Ruffieu via la « grimpette d'Artemare », de 1898 à 1933. Le 29 décembre 1923, un accident à La Faverge (Champagne-en-Valromey), causa la mort du mécanicien et du chauffeur. 
Comme le rappellent les monuments aux morts de la commune, de nombreux habitants d'Artemare sont morts durant les deux guerres mondiales. Lors de la Seconde Guerre mondiale, une Kommandantur siégeait à l'hôtel Berrard (aujourd'hui Michallet). Le maquis du haut Valromey, était proche, et durant l’occupation allemande, il a attaqué un Chantier de jeunesse pour se procurer des équipements. Un monument en bordure de la route du col de la Lèbe, près de Bioléaz et une vingtaine de stèles ou de plaques, sur les lieux où des Résistants ont été détenus ou abattus, témoignent à Artemare et dans les environs de l'engagement des habitants dans la Résistance. Après la Libération, un camp de prisonniers allemands fut installé en haut du village (actuellement usine de plastiques).
Le 10 septembre 2009, la commune reçoit la visite du président Nicolas Sarkozy lors de laquelle il officialise l'instauration à partir du 1er janvier 2010 de la taxe carbone, préconisée par le rapport de Michel Rocard.

## Politique et administration

### Découpage territorial
La commune d'Artemare est membre de la communauté de communes Bugey Sud, un établissement public de coopération intercommunale (EPCI) à fiscalité propre créé le 1er janvier 2014 dont le siège est à Belley. Ce dernier est par ailleurs membre d'autres groupements intercommunaux.
Sur le plan administratif, elle est rattachée à l'arrondissement de Belley, au département de l'Ain et à la région Auvergne-Rhône-Alpes. Sur le plan électoral, elle dépend du canton de Plateau d'Hauteville pour l'élection des conseillers départementaux, depuis le redécoupage cantonal de 2014 entré en vigueur en 2015, et de la cinquième circonscription de l'Ain  pour les élections législatives, depuis le dernier découpage électoral de 2010.

### Administration municipale

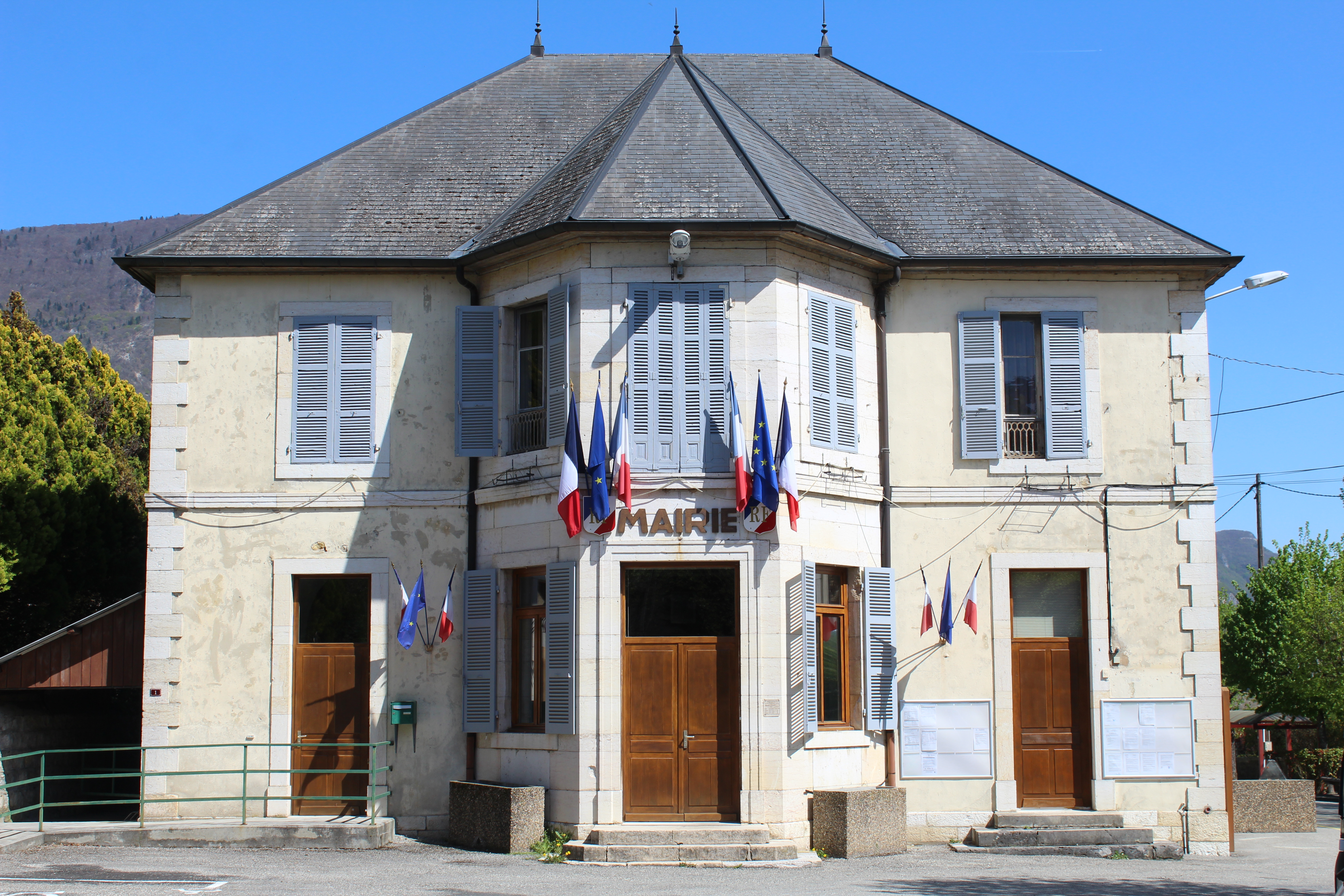
Mairie.

| Période  | Période  | Identité                | Étiquette | Qualité                |
| -------- | -------- | ----------------------- | --------- | ---------------------- |
| 1995     | 2001     | André Gonguet           |           |                        |
| 2001     | mai 2020 | Mireille Charmont-Munet | UMP-LR    | Retraitée              |
| mai 2020 | En cours | Roland Deschamps        | UPR       | Dirigeant d'entreprise |

### Intercommunalité
La commune fait partie de la communauté de communes Bugey Sud et du syndicat mixte du bassin versant du Séran.

## Population et société

### Démographie
L'évolution du nombre d'habitants est connue à travers les recensements de la population effectués dans la commune depuis 1793. Pour les communes de moins de 10 000 habitants, une enquête de recensement portant sur toute la population est réalisée tous les cinq ans, les populations de référence des années intermédiaires étant quant à elles estimées par interpolation ou extrapolation. Pour la commune, le premier recensement exhaustif entrant dans le cadre du nouveau dispositif a été réalisé en 2006.

En 2022, la commune comptait 1 141 habitants, en évolution de −7,01 % par rapport à 2016 (Ain : +5,15 %, France hors Mayotte : +2,11 %).
| 1793 | 1800 | 1806 | 1821 | 1831 | 1836 | 1841 | 1846 | 1851 |
| ---- | ---- | ---- | ---- | ---- | ---- | ---- | ---- | ---- |
| 239  | 267  | 286  | 319  | 319  | 493  | 421  | 429  | 437  |

| 1856 | 1861 | 1866 | 1872 | 1876 | 1881 | 1886 | 1891 | 1896  |
| ---- | ---- | ---- | ---- | ---- | ---- | ---- | ---- | ----- |
| 423  | 445  | 780  | 822  | 806  | 873  | 845  | 963  | 1 085 |

| 1901 | 1906 | 1911  | 1921 | 1926 | 1931 | 1936 | 1946 | 1954 |
| ---- | ---- | ----- | ---- | ---- | ---- | ---- | ---- | ---- |
| 960  | 934  | 1 013 | 981  | 906  | 956  | 909  | 738  | 787  |

| 1962 | 1968 | 1975 | 1982 | 1990 | 1999 | 2006  | 2011  | 2016  |
| ---- | ---- | ---- | ---- | ---- | ---- | ----- | ----- | ----- |
| 743  | 838  | 810  | 914  | 961  | 970  | 1 074 | 1 140 | 1 227 |

| 2021  | 2022  | - | - | - | - | - | - | - |
| ----- | ----- | - | - | - | - | - | - | - |
| 1 177 | 1 141 | - | - | - | - | - | - | - |

## Économie
La commune possède de nombreux commerces et magasins.

## Culture et patrimoine

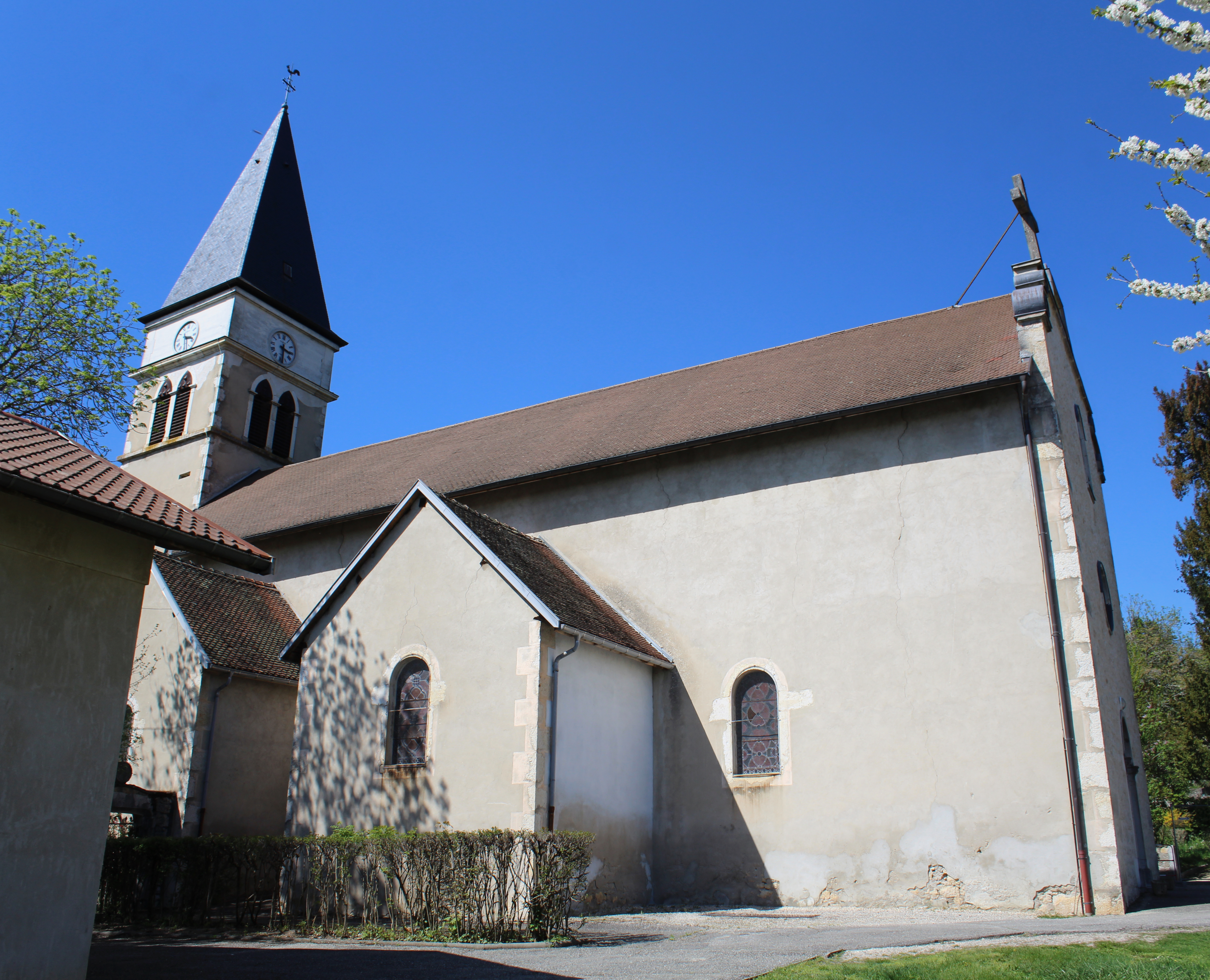
Église Saint-Martin.

### Lieux et monuments
- Clos Lambert, jadis maison forte des chevaliers de Seyssel, remplacée par une maison Renaissance dans la seconde moitié du XVIe siècle, aujourd'hui E.S.A.T. (Établissement et services d'aide par le travail). Toiture, cave, une petite maison du XVIe siècle et une belle fenêtre à meneaux.
- Cuve à Balthazar, beau gouffre du Groin entre Don et Artemare. La micro-centrale construite juste en dessous du gouffre diminue le débit une partie de l'année en raison du prélèvement d'eau en amont.
- Vierge de Fierloz (prononcer : « Fiarle ») : il s'agit d'un beau lapiaz sur lequel se trouvent les traces des camps « sarrasins »[26].
- Église Saint-Martin d'Artemare.

### Héraldique
| Blason de Artemare | Blason  | D'azur à trois barres de gueules*.                                                                                    |
| Blason de Artemare | Détails | * Il y a là non-respect de la règle de contrariété des couleurs : ces armes sont fautives (azur sur gueules, fautif). |

### Personnalités liées à la commune
- Adolphe Appian (1818-1898) - Peintre de l'École lyonnaise qui a passé de nombreux étés à Artemare et a peint beaucoup de sites du Valromey. Quelques-uns de ses tableaux sont exposés au musée du monastère de Brou.
- Maurice Renard (1875-1939) a situé son roman d'anticipation Le Péril bleu à Artemare.
- Benoît Gonod, né à Artemare le 12 septembre 1792 et mort le 14 février 1849, est un professeur et bibliothécaire français. Il est l'inventeur de la première sténotype.